# Breuddwyd Rhonabwy
Breuddwyd Rhonabwy ['breiðuid ŗo'nabui] („Rhonabwys Traum“) ist der Titel einer satirischen Erzählung, die im 12. oder 13. Jahrhundert entstanden und im Llyfr Coch Hergest („Das Rote Buch von Hergest“) enthalten ist.

## Inhalt
König Madawg fab Maredudd von Powys sendet Rhonabwy aus, damit dieser Iorwerth, den aufrührerischen Bruder Madawgs, finde und dem König bringe. Zusammen mit zwei Gefährten verbringt der Titelheld die Nacht in einer schmutzigen kleinen Herberge.
An jener Suche beteiligte sich auch ein Mann, dessen Name Rhonabwy war. Der kam zusammen mit Cynwrig, dem Rotscheckigen, einem Mann aus Mawddwy, und Cadwgawn, dem Dicken, einem Mann von Moelfre in Cynnleith, in das Haus von Heilyn dem Roten, dem Sohn des Cadwgawn, Sohn des Iddon, ins Quartier. […] Und als sie eintraten, sahen sie den Estrich uneben und voller Sutten. […] so schlüpfrig war er von Kuhmist und Seiche.
Als Rhonabwy auf einem gelben Kalbsfell einschläft – ein gelbes Fell soll prophetische Träume herbeiführen können – wird er im Traum in das Zeitalter von Kaiser Arthur versetzt. Dieser hat am Ufer des Severn sein Zeltlager aufgeschlagen, wohin Rhonabwy und seine beiden Begleiter gebracht werden. Der Träumer begegnet dort den berühmten Rittern Cei fab Cynyr, Owein fab Urien, Morfran, March fab Meirchiawn, Gwrhyr Gwalstawd Ieithoedd, Caradawg Freichfras, Gwalchmei fab Gwyar und einigen anderen. Er sieht Arthur und Owein beim gwyddbwyll (altirisch: fidchell = „Holz-Verstand“)-Spiel zu, gleichzeitig findet ein Kampf ihrer Truppen statt, der je nach dem Ergebnis des Spieles ausgeht.
Arthur ließ sich auf dem Mantel nieder, und Owein, der Sohn des Uryen, stand ihm gegenüber. „Owein, willst du Gwyddbwyll spielen?“, fragte Arthur. „Ja, Herr“, sagte Owein. Der rothaarige Bursche brachte Arthur und Owein das Gwyddbwyllspiel – goldene Figuren auf einem silbernen Brett – und sie begannen zu spielen.
Das Heer rüstet zu einem Kriegszug nach Cornwall und bei dem dabei entstehenden Lärm erwacht Rhonabwy.
Und als er erwachte, da lag er auf dem gelben Kalbsfell und hatte drei Tage und drei Nächte geschlafen. Und diese Geschichte wird „Rhonabwys Traum“ genannt.
Bei dem Heereszug soll es sich um die Vorbereitung zu einem Kampf gegen die Sachsen oder zur mythischen Schlacht von Camlann handeln, bei der Arthur den Tod findet.

## Erläuterungen
Diese Erzählung ist die späteste überlieferte arthurische Erzählung aus Wales. Rhonabwys Traum spielt auf zwei Ebenen, im Königreich Powys des 12./13. Jahrhunderts, einer Zeit des politischen und wirtschaftlichen Niederganges und im „goldenen“ Zeitalter von Arthur, der hier Kaiser genannt wird. Eine früher nicht erwähnte niedere Gesellschaftsschicht kommt in dieser Erzählung vor, ein kleiner Bauer wie Heilyn der Rote wäre in arthurischer Zeit nie als Gastgeber in einer Sage genannt worden. Auch die Erwähnung der Notdurft (…dass es nicht leicht gewesen wäre, hinauszugehen, um die Notdurft zu verrichten…) hat in den früheren Geschichten nie stattgefunden. Allerdings ist Arthur hier noch nicht die alles überstrahlende Zentralfigur, sondern gleichrangig mit seinem Spielgegener Owein. Die glanzvolle Beschreibung des Hofstaates von Arthur mit der detaillierten Beschreibung all der berühmten Helden bildet das gewollte Gegenstück zur Armseligkeit der (damaligen) Gegenwart.
Der Reiter trug ein Kleid von gelber Paliseide, das mit grünem Faden genäht war, ein Schwert mit Goldheft an der Hüfte, in einer Scheide von neuem Korduanleder, an einem hirschledernen Gehänge mit goldenen Schnallen, und über diesem einen Mantel von gelbem Seidenbrokat mit grüner Seide genäht und mit grünem Mantelsaum.
Und das ist der Grund, warum ohne Buch keiner – weder Barde noch Spielmann – den Traum erzählen kann: die große Zahl der Farben der Pferde und die Verschiedenartigkeit seltsamer Farben an den Waffen und ihrem Zubehör und der wertvollen Mäntel und der wunderkräftigen Steine.